# Campeonato Potiguar 1930
In 1930 werd het twaalfde Campeonato Potiguar gespeeld voor voetbalclubs uit de Braziliaanse staat Rio Grande do Norte. De competitie werd gespeeld van 11 mei tot 30 oktober en georganiseerd door de Federação Norte-rio-grandense de Futebol. América de Natal werd de kampioen.

## Eindstand
| Plaats | Club             | Wed. | W | G | V | Saldo | Ptn. |
| ------ | ---------------- | ---- | - | - | - | ----- | ---- |
| 1.     | América de Natal | 7    | 6 | 0 | 1 | 22:9  | 12   |
| 2.     | ABC              | 7    | 4 | 0 | 3 | 28:11 | 8    |
| 3.     | Sport            | 7    | 3 | 0 | 4 | 11:18 | 6    |
| 4.     | Alecrim          | 2    | 1 | 0 | 1 | 1:7   | 2    |
| 5.     | Santa Cruz SC    | 4    | 0 | 0 | 4 | 1:19  | 0    |

|  | Kampioen |

## Kampioen
| Campeonato Potiguar de 1930          |
| Rio Grande do Norte                  |
| ------------------------------------ |
| AMÉRICA DE NATAL Kampioen (6° titel) |